# 小峯隆幸
小峯 隆幸（こみね たかゆき、1974年4月25日 - ）は、埼玉県出身の元サッカー選手。ポジションはディフェンダー（主にセンターバック）。

## 来歴
兄の影響でサッカーを始める。
帝京高校では古沼貞雄の下、2年次に全国選手権優勝。2学年上には森下仁志、同学年には阿部敏之、松波正信、丸山良明、時岡宏昌、2学年下に熱田眞がいた。1993年に順天堂大学に進学し、総理大臣杯とデンソーカップで優勝を経験。順大の2学年上には名波浩がいたが、小峯は自らスパイク磨きの担当を買って出るほど名波を慕っていた。
大学卒業後もサッカーを続けることを希望していたが進路が決まらず、母校である帝京高校の練習に参加していた。その後練習生として東京ガスサッカー部に加入し、1998年より正式に東京ガス（後のFC東京）へ入団した。大熊清監督からの信頼は厚く、JFL、J2、J1とクラブの所属ディビジョンを上げる中でも多くの試合に出場し、サンドロとのCBコンビで堅守を築いた。身長172センチと上背は高くないが、相手選手への激しいコンタクトと大きなアクションからピッチ内での存在感は大きく、がむしゃらなプレーと明るい言動でチームのムードメーカーにもなっていた。2000年2nd第5節の京都戦では、小峯にしては珍しくサイドをオーバーラップし、PKを奪取するという意外なプレー でサポーターを湧かせた。2001年のDF伊藤哲也の移籍加入や、2002年の原博実新監督就任、新加入のDF茂庭照幸、加地亮の成長によって次第に出場機会を失い、2003年シーズン途中にJ1ベガルタ仙台へとレンタル移籍、翌2004年シーズン開幕前にJ1柏レイソルへ完全移籍した。
2005年にはJ2徳島ヴォルティスへ完全移籍。ハードマーク とチームの雰囲気を盛り上げるキャラクター は健在で、4シーズンぶりにまとまった出場機会を得るも、1年限りで退団。
2006年に東海リーグ1部のFC岐阜に移籍加入。的確なカバーリング とフィジカルの強さ を発揮し、JFL、J2への昇格に貢献した。2008年には主将を務め守備を統率するも、同シーズン終了をもってFC岐阜との選手契約を満了。現役を引退した。
大学時代に教員免許を取得しており、引退後は教諭を務めつつ高校生年代を指導している。2012年4月12日付でJFA公認B級コーチライセンス（日本プロサッカー協会枠）を取得。

## 所属クラブ
- 東松山市立野本小学校[1]
- 東松山市立南中学校[1]
- 帝京高校[2]
- 順天堂大学[2]
- 1998年 - 2003年  東京ガスフットボールクラブ / FC東京
  - 2003年8月[10] - 12月  ベガルタ仙台 (期限付き移籍)
- 2004年  柏レイソル
- 2005年  徳島ヴォルティス
- 2006年 - 2008年  FC岐阜

## エピソード
```
ベンチ入りできなかった試合では、ゴール裏のサポーターに混じって応援に加っていた。
[
要出典
]
```

```
原博実
監督がサブメンバーに
GK
を登録しなかった試合で
ハーフタイム
中にGK練習をしてサポーターの喝采を浴びた。 
[
要出典
]
```

```
2008年
にFC岐阜が
J2
昇格を決定した時、「プレー以外でもチームを支援したい」としてFC岐阜持ち株会に参加したことがある。
[
要出典
]
```

- 2008年シーズンのJ2第4節のホームゲームでの徳島ヴォルティス戦、試合終了後、遠路を駆け付けた数人の徳島サポーターのところへ駆け付け、しばらくの間、懐かしそうに、にこやかに談笑をしていた。

## 個人成績
| 国内大会個人成績 | 国内大会個人成績 | 国内大会個人成績 | 国内大会個人成績 | 国内大会個人成績 | 国内大会個人成績 | 国内大会個人成績 | 国内大会個人成績 | 国内大会個人成績 | 国内大会個人成績 | 国内大会個人成績 | 国内大会個人成績 |
| 年度             | クラブ           | 背番号           | リーグ           | リーグ戦         | リーグ戦         | リーグ杯         | リーグ杯         | オープン杯       | オープン杯       | 期間通算         | 期間通算         |
| 年度             | クラブ           | 背番号           | リーグ           | 出場             | 得点             | 出場             | 得点             | 出場             | 得点             | 出場             | 得点             |
| 日本             | 日本             | 日本             | 日本             | リーグ戦         | リーグ戦         | リーグ杯         | リーグ杯         | 天皇杯           | 天皇杯           | 期間通算         | 期間通算         |
| ---------------- | ---------------- | ---------------- | ---------------- | ---------------- | ---------------- | ---------------- | ---------------- | ---------------- | ---------------- | ---------------- | ---------------- |
| 1996             | 順大             |                  | -                | -                | -                | -                | -                | 1                | 0                | 1                | 0                |
| 1998             | 東京ガス         | 26               | 旧JFL            | 10               | 0                | -                | -                | 3                | 0                | 13               | 0                |
| 1999             | FC東京           | 26               | J2               | 34               | 0                | 4                | 0                | 3                | 0                | 41               | 0                |
| 2000             | FC東京           | 26               | J1               | 30               | 0                | 2                | 0                | 1                | 0                | 33               | 0                |
| 2001             | FC東京           | 6                | J1               | 25               | 0                | 3                | 0                | 1                | 0                | 28               | 0                |
| 2002             | FC東京           | 6                | J1               | 8                | 0                | 2                | 0                | 0                | 0                | 10               | 0                |
| 2003             | FC東京           | 6                | J1               | 0                | 0                | 0                | 0                | -                | -                | 0                | 0                |
| 2003             | 仙台             | 31               | J1               | 8                | 0                | -                | -                | 0                | 0                | 8                | 0                |
| 2004             | 柏               | 35               | J1               | 2                | 0                | 2                | 0                | 0                | 0                | 4                | 0                |
| 2005             | 徳島             | 19               | J2               | 23               | 0                | -                | -                | 1                | 0                | 24               | 0                |
| 2006             | 岐阜             | 4                | 東海1部          | 13               | 0                | -                | -                | 3                | 0                | 16               | 0                |
| 2007             | 岐阜             | 4                | JFL              | 25               | 0                | -                | -                | 1                | 0                | 26               | 0                |
| 2008             | 岐阜             | 4                | J2               | 26               | 0                | -                | -                | 0                | 0                | 26               | 0                |
| 通算             | 日本             | 日本             | J1               | 73               | 0                | 9                | 0                | 2                | 0                | 84               | 0                |
| 通算             | 日本             | 日本             | J2               | 83               | 0                | 4                | 0                | 4                | 0                | 91               | 0                |
| 通算             | 日本             | 日本             | 旧JFL            | 10               | 0                | -                | -                | 3                | 0                | 13               | 0                |
| 通算             | 日本             | 日本             | JFL              | 25               | 0                | -                | -                | 1                | 0                | 26               | 0                |
| 通算             | 日本             | 日本             | 東海1部          | 13               | 0                | -                | -                | 3                | 0                | 16               | 0                |
| 通算             | 日本             | 日本             | 他               | -                | -                | -                | -                | 1                | 0                | 1                | 0                |
| 総通算           | 総通算           | 総通算           | 総通算           | 204              | 0                | 13               | 0                | 14               | 0                | 230              | 0                |

- 1998年7月23日：ジャパンフットボールリーグ初出場 - JFL第12節 vsヴァンフォーレ甲府 (甲府緑が丘)
- 1999年3月14日：Jリーグ ディビジョン2初出場 - J2第1節 vsサガン鳥栖 (西が丘)[2]
- 2000年3月11日：Jリーグ ディビジョン1初出場 - J1第1節 vs横浜F・マリノス (横浜国際)
- 2007年3月18日：日本フットボールリーグ初出場 - JFL前期第1節 vsHonda FC (都田)

## 指導歴
- 2009年 帝京長岡高校サッカー部コーチ
- 2010年 - 大原学園高等学校サッカー部監督

## タイトル
- 全国高等学校サッカー選手権大会 (1991年)
- 総理大臣杯全日本大学サッカートーナメント (1993年、1996年)
- ジャパンフットボールリーグ (1998年)
- 東海社会人リーグ1部 (2006年)

- 国民体育大会サッカー競技 優秀選手 (1992年[11])